# Vincenzo Borg
Vincenzo Maria Borg (Birchircara, 11 gennaio 1777 – Malta, 18 luglio 1837) è stato un patriota, militare e mercante maltese.
Nel corso dell'assedio di Malta fu uno dei capi dell'esercito irregolare maltese.

## Biografia

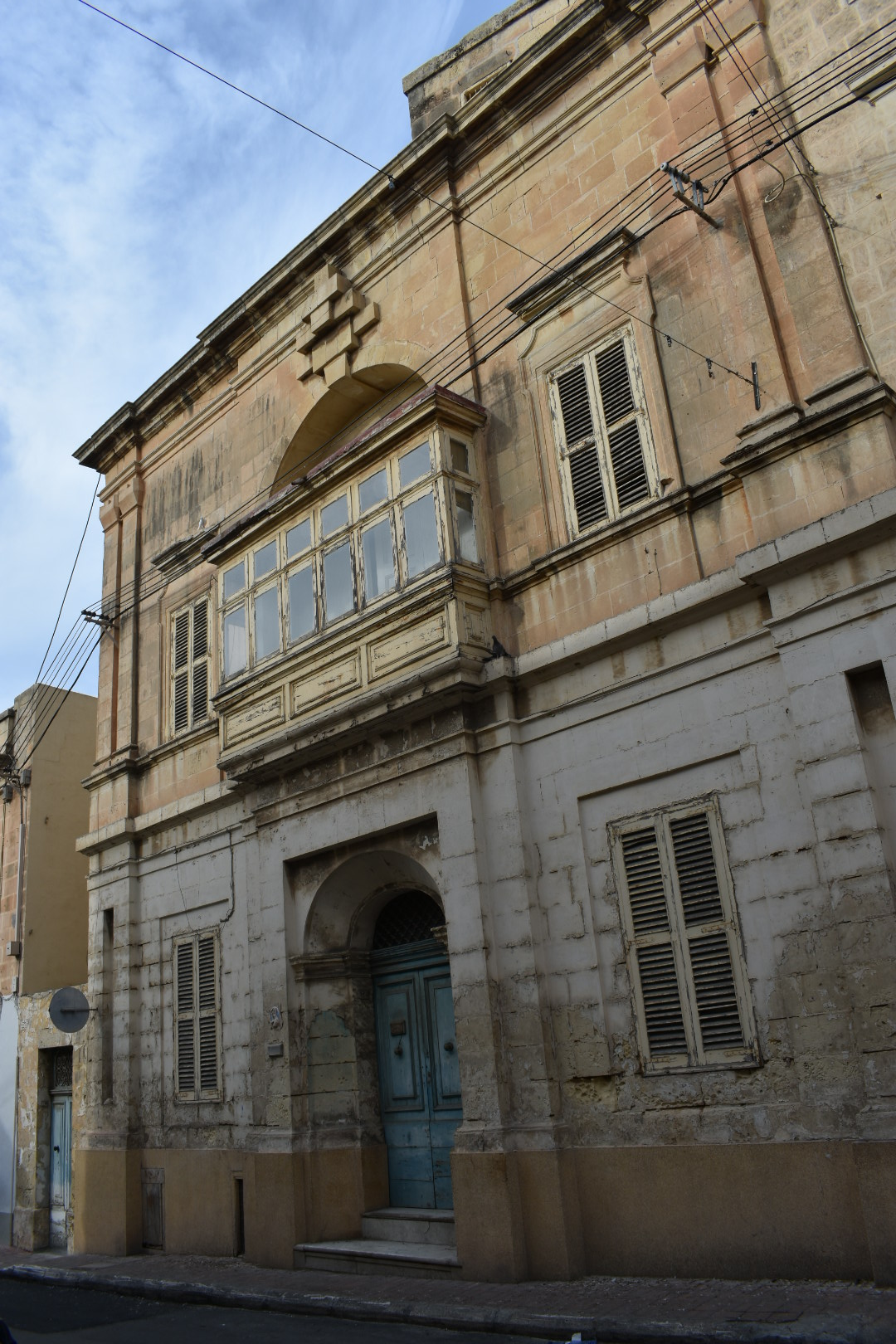
La residenza di Vincenzo Borg a Birkirkara

Ċensu Borg, soprannominato Brared, nacque l'11 gennaio 1777 nel villaggio di Birkirkara. Fu uno dei principali mercanti di cotone a Malta ed una figura molto popolare nell'isola. Come parte del suo lavoro, era solito vendere anche tessuti intrecciati (singolare: barrada) da cui il suo soprannome.
Quando i maltesi si ribellarono all'occupazione francese nel 1798, Borg venne prescelto dagli abitanti di Birkirkara e Mosta quale loro capo e gli venne affidato il battaglione più grande tra quelli dell'esercito dei rivoltosi, divenendo così uno dei principali capi della rivoluzione, assieme a Emmanuele Vitale e Francesco Saverio Caruana. Finanziò un gran numero di soldati negli scontri.

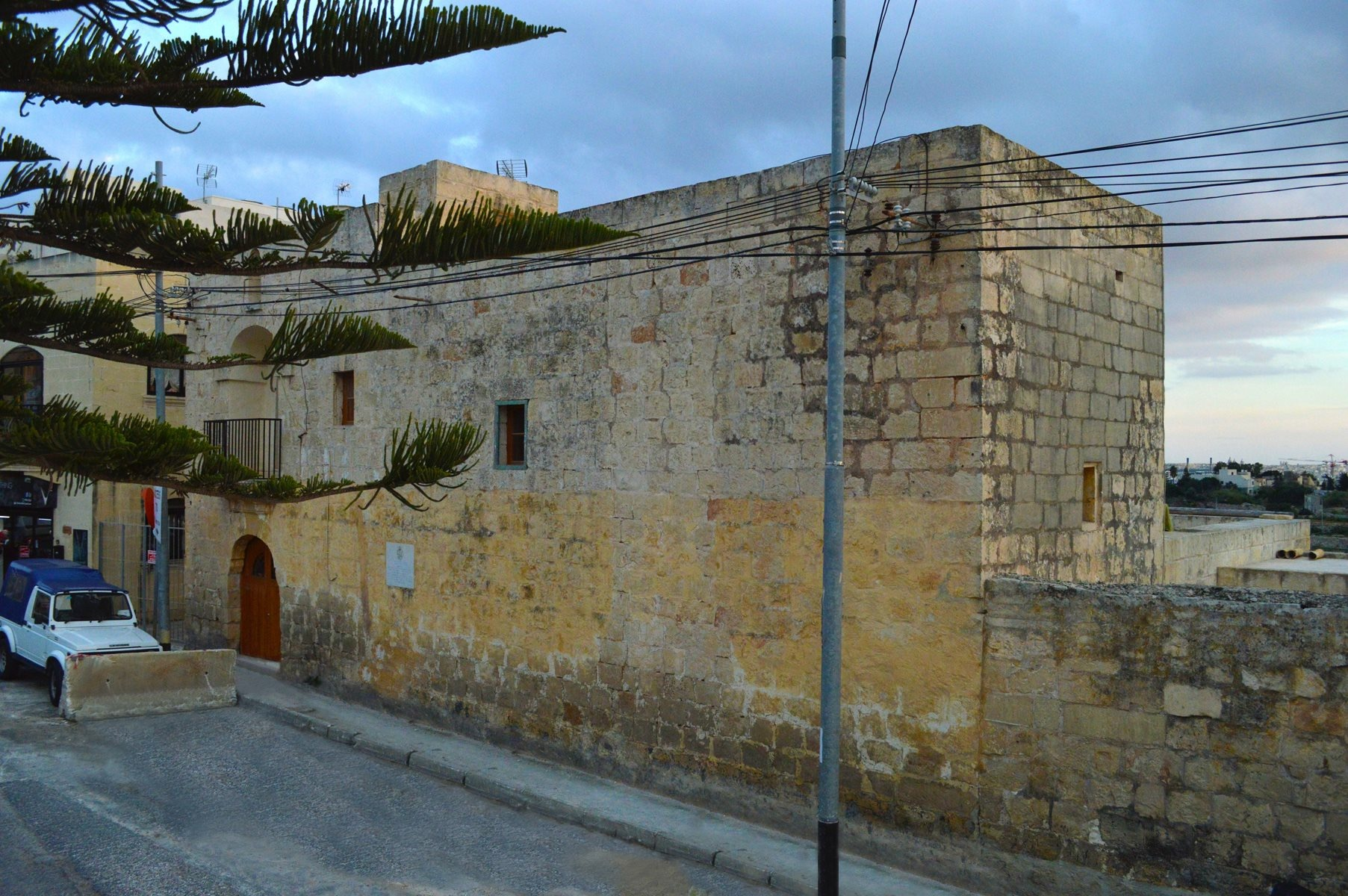
La fattoria di Ta' Xindi, quartier generale di Borg nel 1798–1800

Durante il periodo del blocco navale dell'isola da parte degli inglesi per sconfiggere i francesi al fianco dei maltesi, una serie di capomastri al comando di Borg costruirono diverse batterie d'artiglieria per bombardare le posizioni dei francesi e prevenire un contrattacco, tra cui la Batteria di Għargħar, la Batteria di Ta' Għemmuna e le altre batterie a Sliema. Borg tenne il suo quartier generale alla fattoria di Ta' Xindi, attualmente uno dei luoghi storici della Malta dell'epoca.
Il 4 febbraio 1799, Borg suggerì al capitano Alexander Ball il fatto che Malta potesse essere posta sotto protettorato inglese, ed ospitò la prima bandiera britannica sull'isola. Il 2 febbraio 1801, Borg venne ricompensato con la medaglia d'oro Pro Patria in riconoscimento del suo ruolo nel blocco navale. Divenne luogotenente di Birkirkara e Mosta dal 1801 al 1804. Nel gennaio del 1804 discusse con Ball per questioni politiche e venne posto agli arresti domiciliari. Il 9 febbraio 1833 il governo inglese, riconoscendo il suo grande ruolo nel mantenimento dell'indipendenza maltese, lo fede cavaliere dell'Ordine di San Michele e San Giorgio.
Borg morì il 18 luglio 1837 e venne sepolto nella chiesa parrocchiale del suo paese natio di Birkirkara.